# 北河增三
雙子座π，又名BD+33 1585，HD 62898、SAO 60340、HR 3013，是雙子座的一颗恒星，视星等为5.14，位于銀經186.76，銀緯25.53，其B1900.0坐标为赤經7h 41m 3.5s，赤緯+33° 25.53′ 40″。